# Oxalis

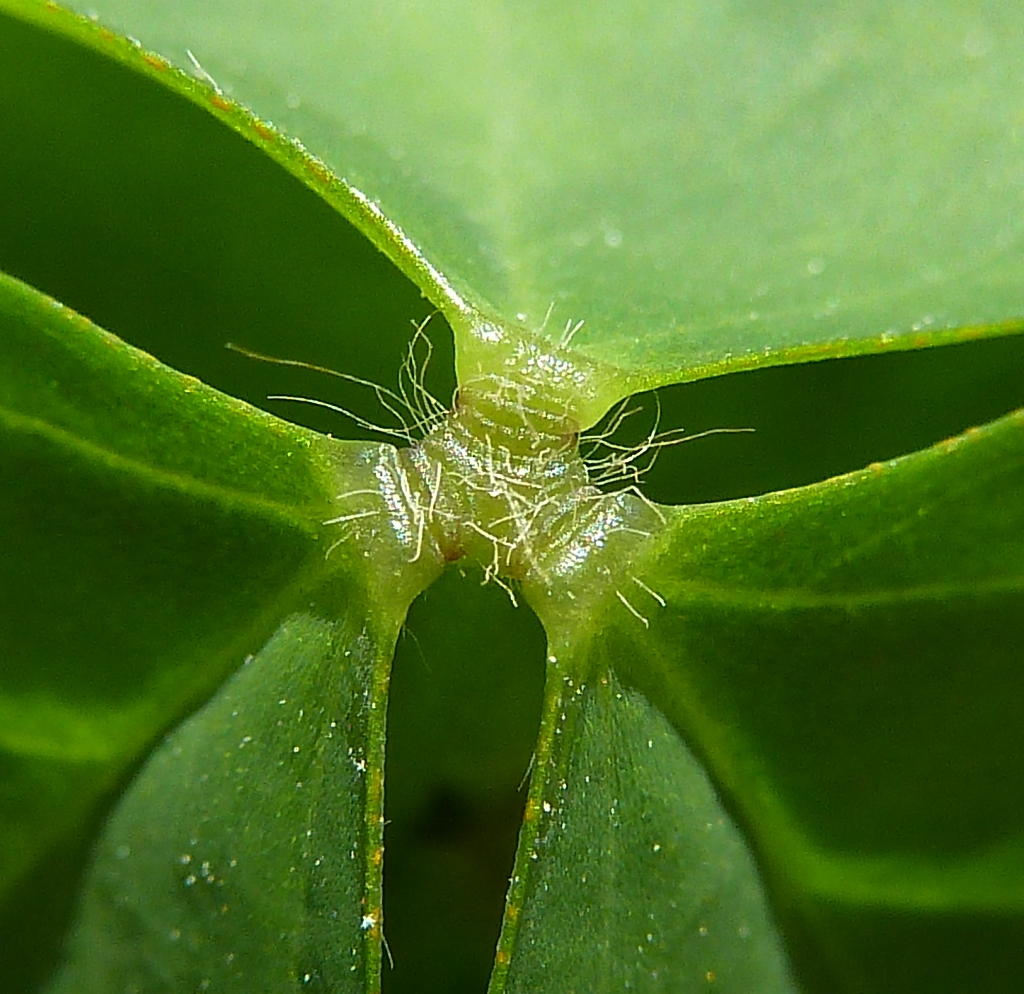
Oxalis debilis corymbosa: detalle de las articulaciones de los folíolos mediante anillos móviles.

Oxalis, frecuentemente conocidos como oca o vinagrera, es un género de plantas con flores de la familia Oxalidaceae. De los aproximadamente 1830 taxones específicos e infraespecíficos descritos, unos 600 son aceptados.

## Hábitat
El género se encuentra en gran parte de las zonas templadas y cálidas; la diversidad de especies es particularmente rica en las zonas tropicales de Brasil, México, Perú, Colombia y Centroamérica.

## Descripción
Son plantas herbáceas, anuales o perennes. Las hojas están divididas en tres a diez folíolos acorazonados o lanceolados. La mayoría de las especies tienen hojas trifoliadas similares a las de las leguminosas del género Trifolium -tréboles-. En la inserción de los folíolos al pedúnculo hay unas almohadillas que  hacen variar el ángulo de los folíolos respecto al eje en respuesta a la intensidad de la luz. La flor tiene cinco sépalos y cinco pétalos, fusionados en la base, y diez estambres; el color de la corola puede ser blanco, rosa, rojo o amarillo. El fruto es una pequeña cápsula con muchas semillas. Algunas especies pueden lanzar las semillas maduras a cierta distancia.  La raíz es frecuentemente tuberosa o bulbosa. En este caso, el bulbo está formado por escamas estrechas dispuestas apretadamente. Estas tienen la capacidad de regenerar una planta completa si se desprenden, por lo que  se consideran malas hierbas de los cultivos de regadío y potencialmente invasoras.

## Taxonomía
El género fue descrito por Carlos Linneo y publicado en Species Plantarum 1: 433 en 1753. La especie tipo es: Oxalis acetosella.
Etimología
Oxalis: nombre genérico que deriva de la palabra griega oxys, "afilado, acre", refiriéndose al sabor agrio de las hojas y el tallo.

### Especies seleccionadas

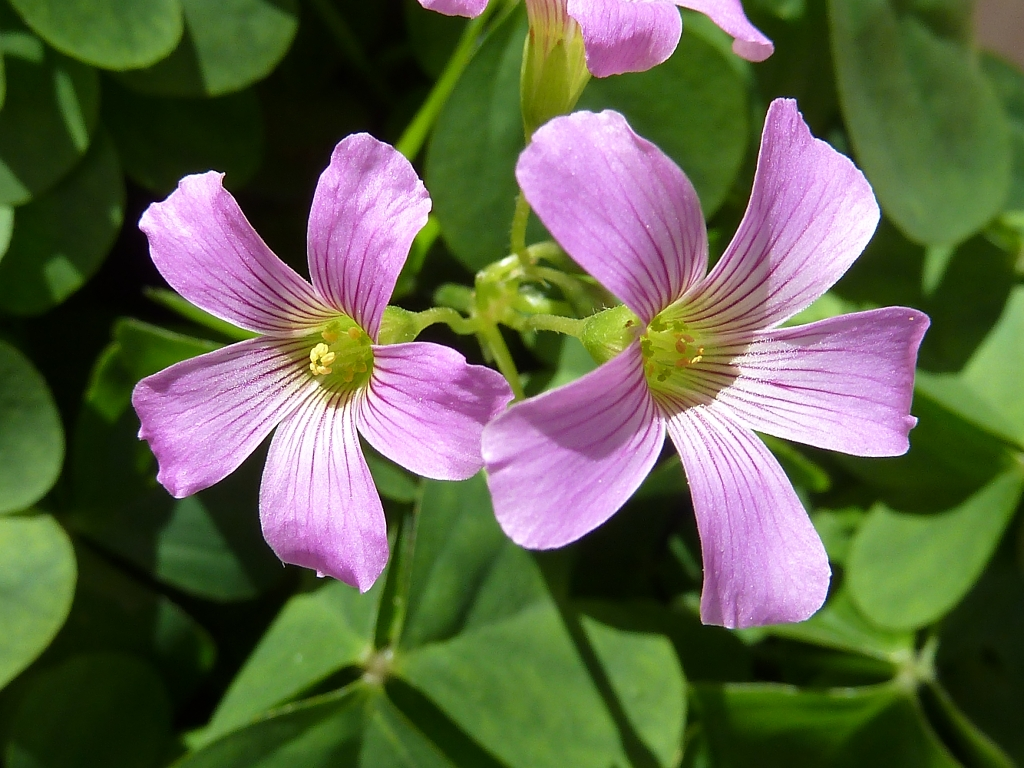
Oxalis debilis var. corymbosa, flores.

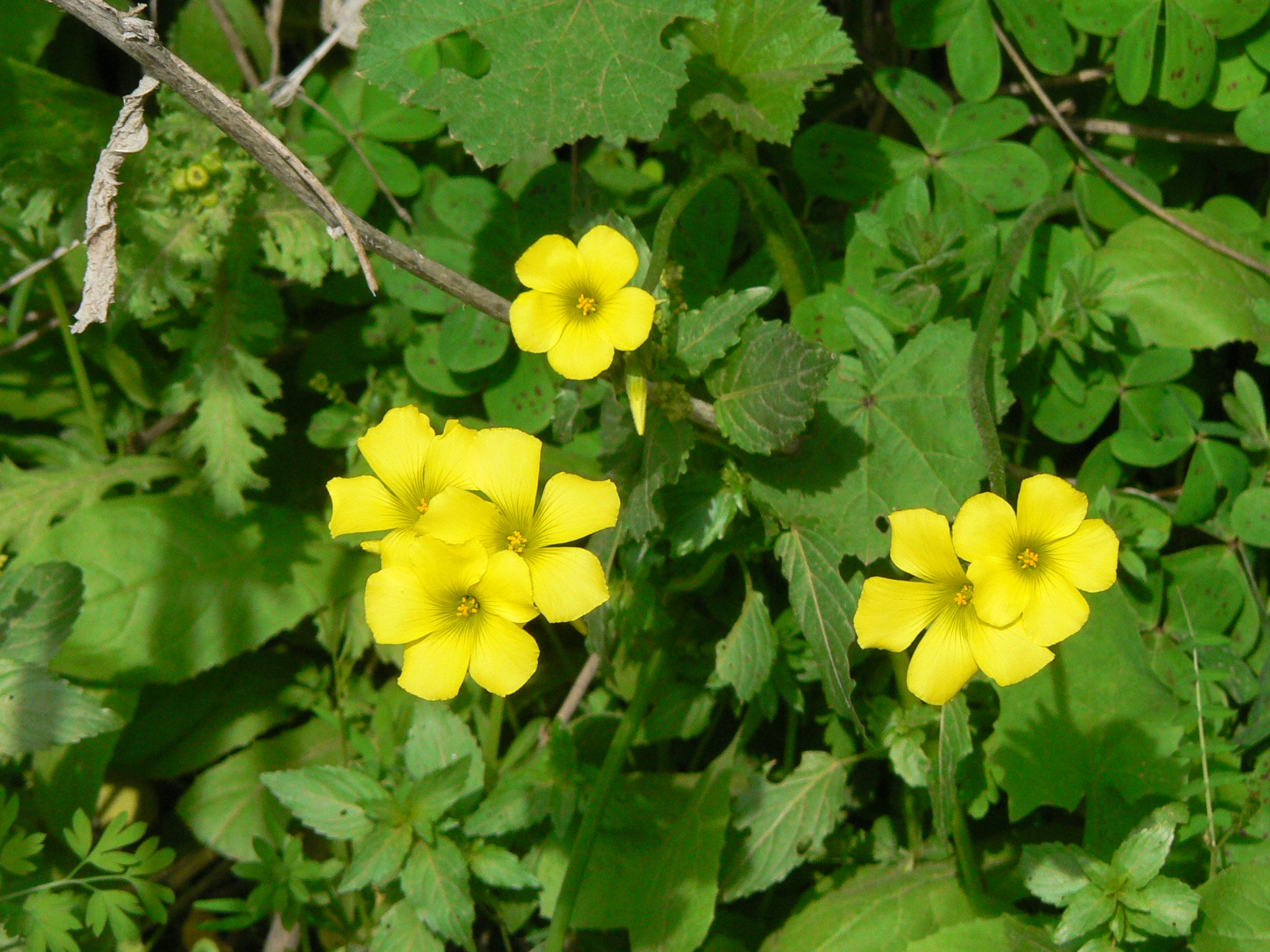
La oca amarilla Oxalis pes-caprae, que crece en Israel.

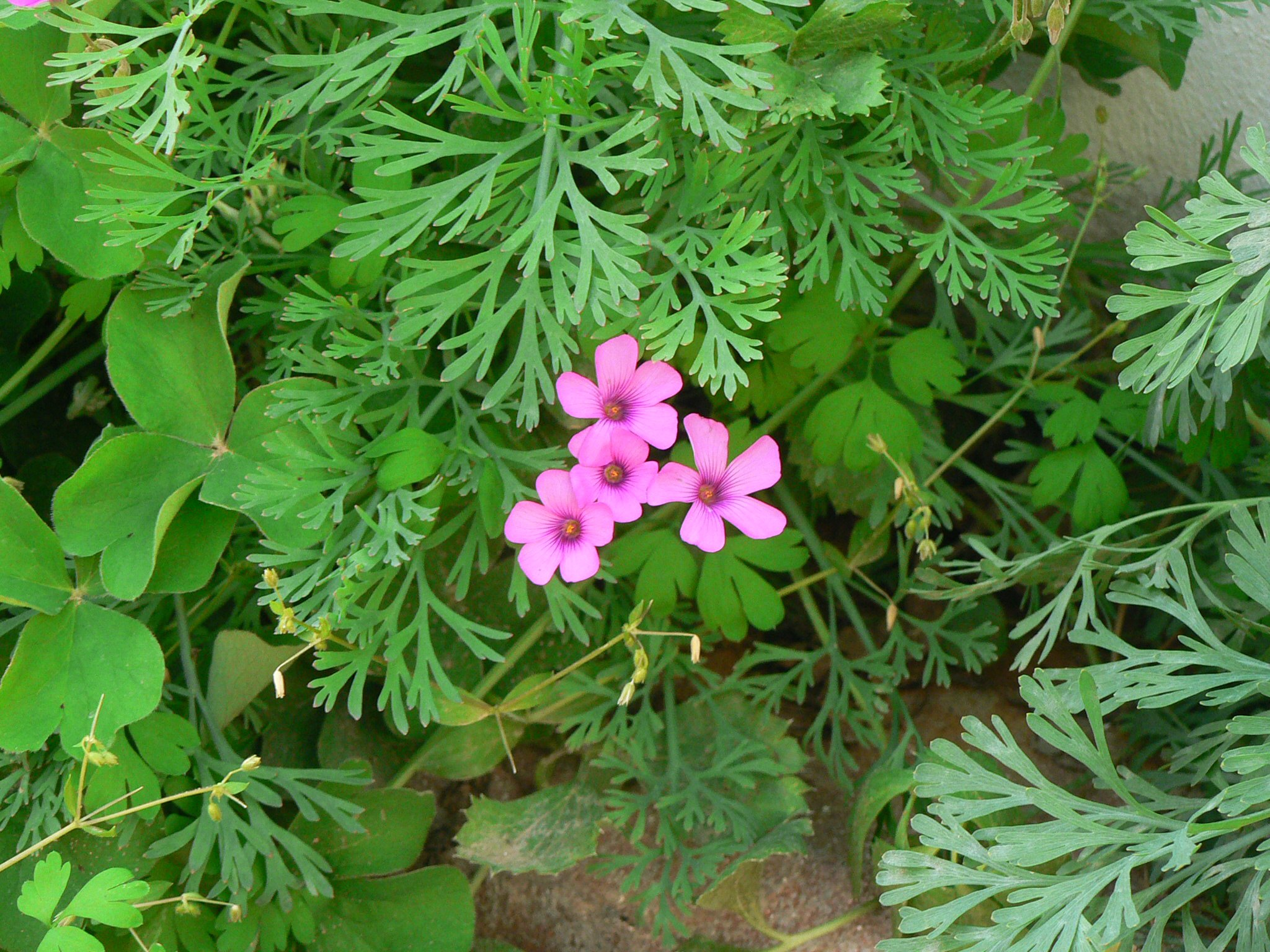
Oxalis violacea.

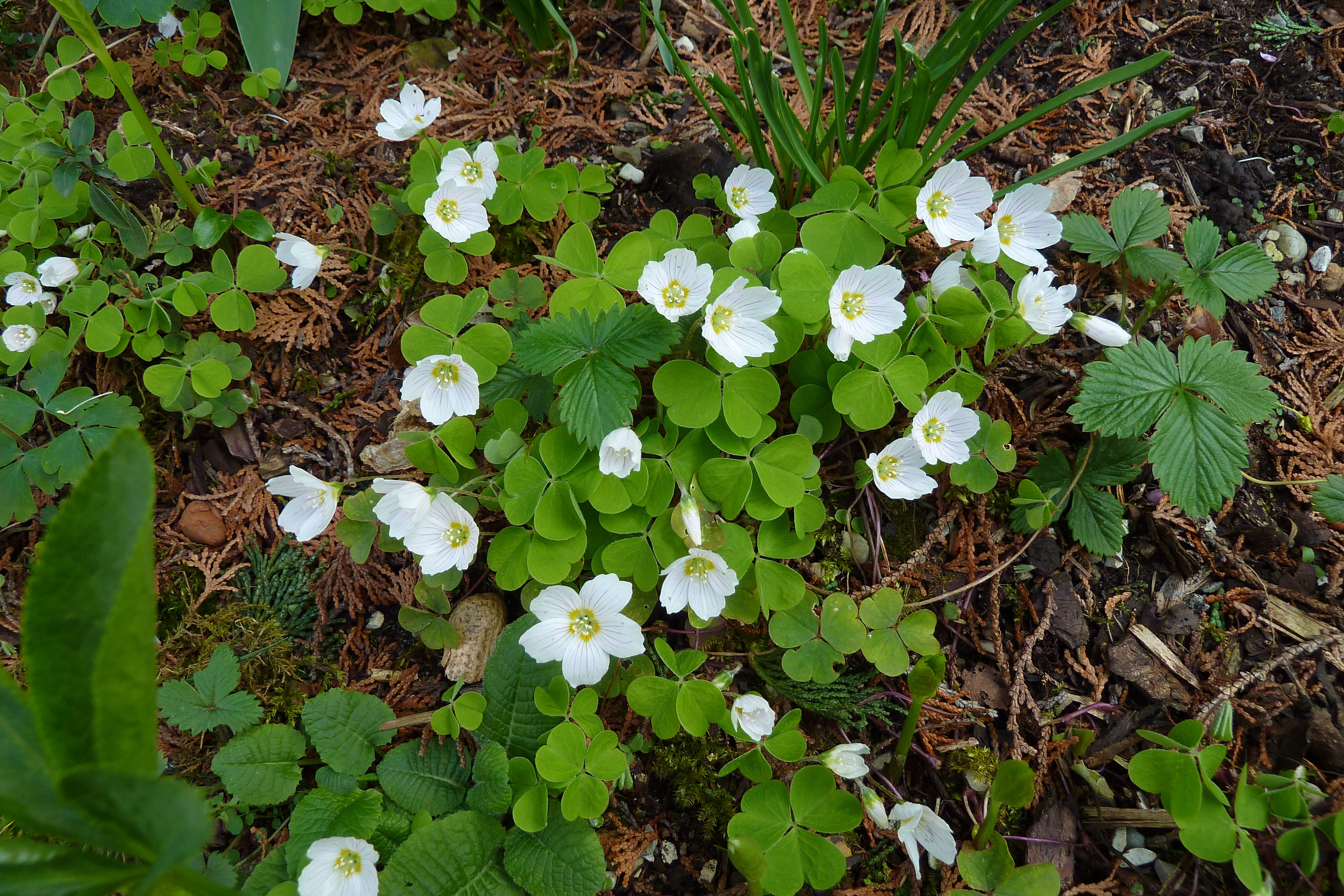
Oxalis acetosella

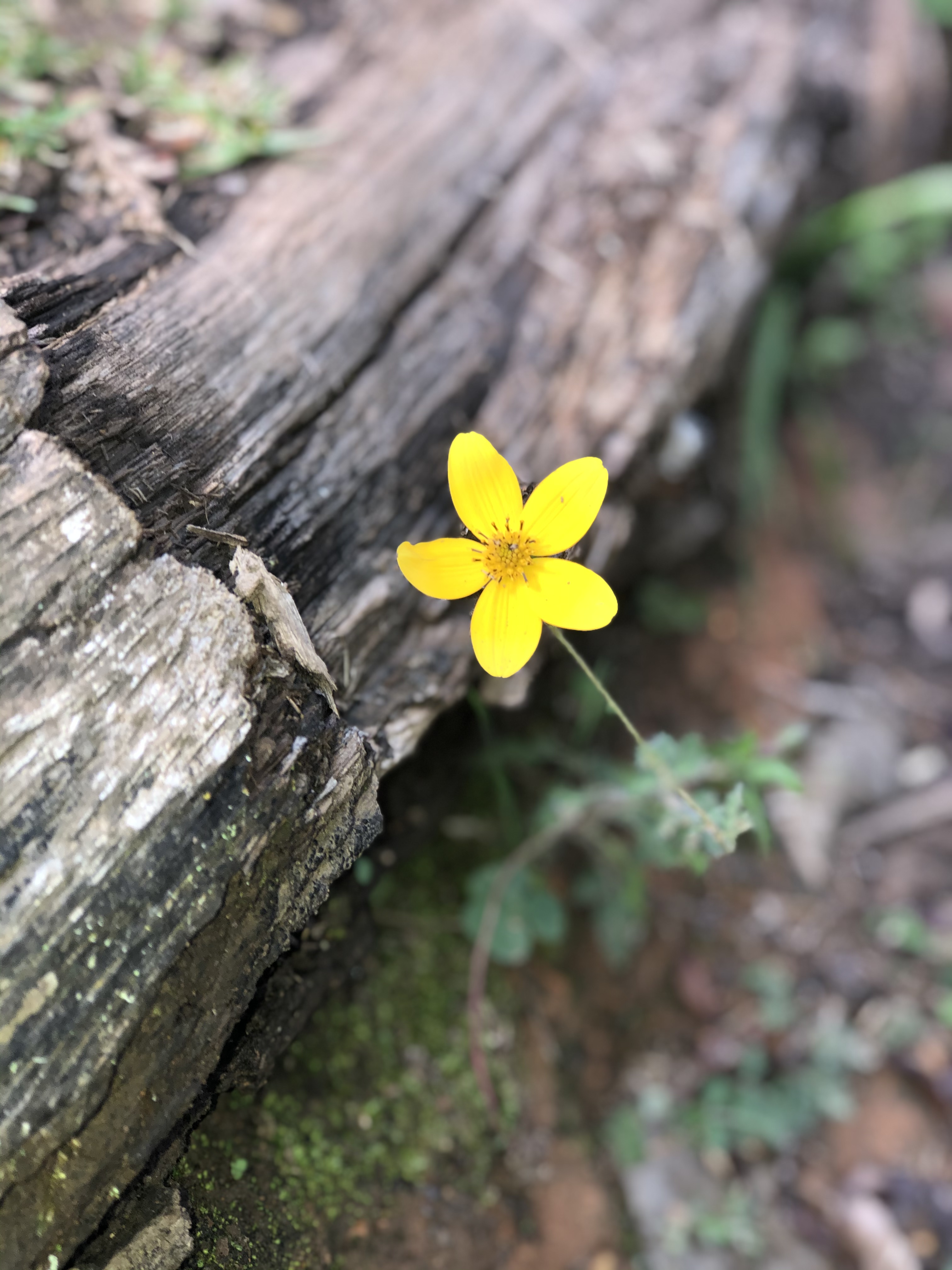
Oxalis, flor, Ranas Querétaro

- Oxalis acetosella: aleluya, pan de cuclillo, trébol acedo, acederilla, vinagrera blanca, hierba de la erisipela
- Oxalis adenophylla
- Oxalis alpina: oca de las montañas
- Oxalis articulata: oxalis rosa
- Oxalis barrelieri: oca de Barrelier
- Oxalis bowiei: oca de Bowie
- Oxalis caerulea: oca azul
- Oxalis cf. medicaginea : chulco.
- Oxalis corniculata: aleluya,[4] farfala,[5] quitatinta,[5] flor de la perdiz[5] (en el Perú), puchuccacha del Perú,[5] vinagrera de Cuba,[5] vinagrillo del Perú[5]
- Oxalis debilis: oca rosa
  - Oxalis debilis var. corymbosa
- Oxalis decaphylla
- Oxalis deppei
- Oxalis dichondrifolia
- Oxalis drummondii
- Oxalis enneaphylla
- Oxalis flava: culle amarillo del Perú[5]
- Oxalis fourcadei
- Oxalis frutescens: vinagrera de Cuba,[5] vinagrillo del Perú[5]
  - Oxalis frutescens subsp. angustifolia: oca arbustiva
- Oxalis gigantea
- Oxalis grandis
- Oxalis hirta
- Oxalis illinoensis: oca de Illinois
- Oxalis incarnata: oca de Crimson
- Oxalis intermedia: oca de las Indias Occidentales
- Oxalis latifolia: aleluya, trébol, vinagrera[6]
- Oxalis macrocarpa
- Oxalis nelsonii: oca de Nelson
- Oxalis oregana
- Oxalis perdicaria (Molina) Bertero: flor de la perdiz[5] (en Chile y Perú), rimú de Chile[5]
- Oxalis pes-caprae
- Oxalis priceae
- Oxalis purpurea
- Oxalis rosea: culle rojo de Chile,[5] vinagrilla de Chile[5]
- Oxalis rugeliana
- Oxalis sellowiana: macachín
- Oxalis spiralis
- Oxalis stricta: Oxalis común amarillo
- Oxalis tetraphylla: oca de las cuatro hojas
- Oxalis triangularis:Oxalis triangularis
- Oxalis trilliifolia: gran Oxalis
- Oxalis tuberosa: oca
- Oxalis versicolor
- Oxalis violacea: culle encarnado o morado del Perú,[5] oca violeta,[1] hierba del rosolí[5] (en Chile)
- Oxalis virgosa: aleluya virgosa de Coquimbo[5] (en Chile), varilla de Chile[5]

## Relación con el ser humano

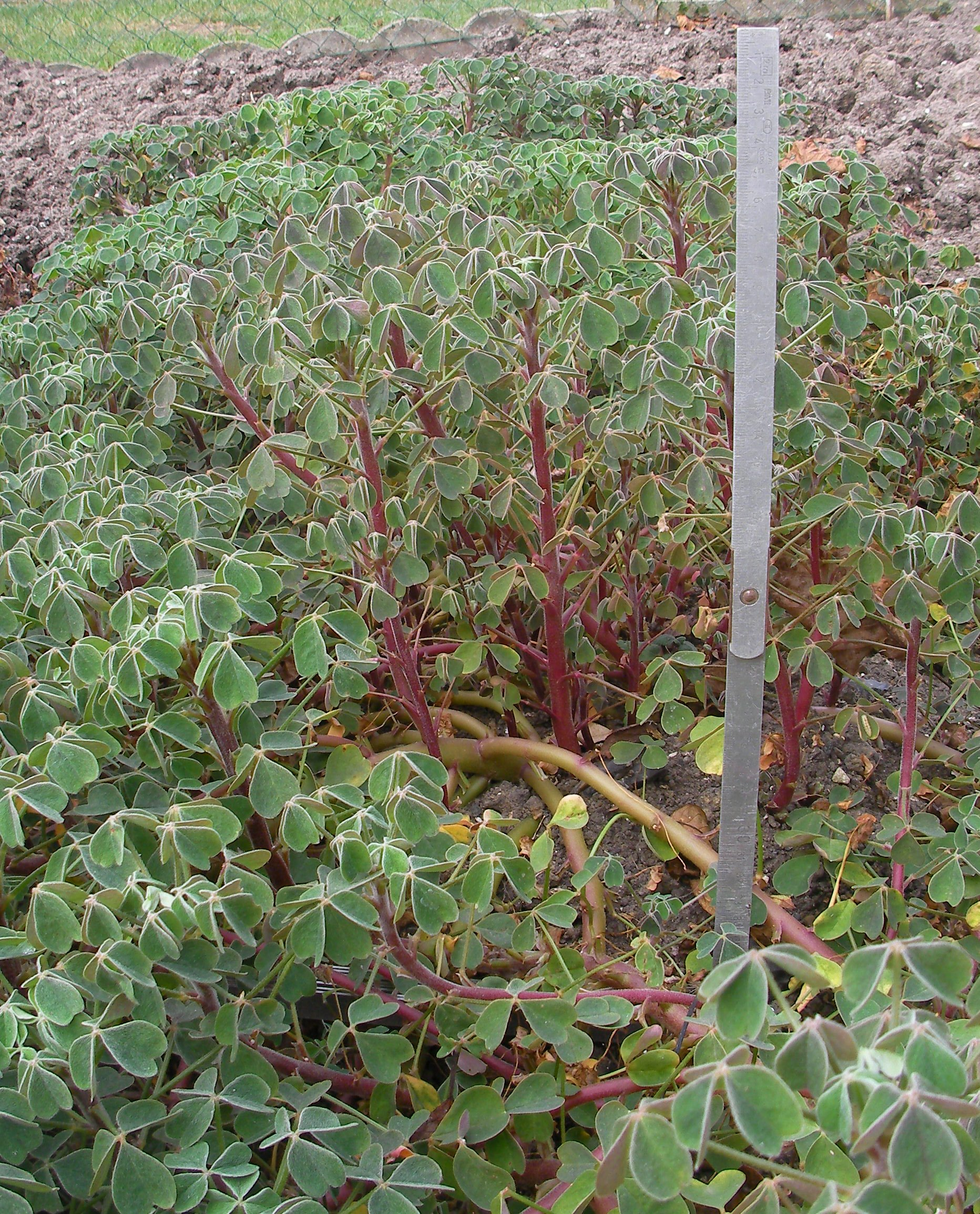
Plantas de Oxalis del Perú.

### Uso alimenticio y medicinal
Varias comunidades de la Patagonia argentina y chilena reconocen y utilizan especies del género Oxalis de manera cotidiana, e incluso, algunas especies son cultivadas transportando bulbos salvajes a zonas cercanas a los asentamientos. Oxalis adenophylla es conocida en Patagonia argentina principalmente por el uso medicinal de sus hojas, que se utilizan como antipiréticas. Oxalis corniculata crece en jardines, montes, al borde de caminos y en campos, y sus hojas pueden consumirse como espinaca, pero se recomienda en poca cantidad por su contenido de oxalatos. Esta especie también puede machacarse y utilizarse como condimento remplazando al limón o vinagre. Dentro del género, existen unas 50 especies comestibles.  
El uso de las especies nativas del cono sur está asociado a costumbres heredadas de las poblaciones originarias, como el consumo de los bulbos subterráneos como snack en los paseos por el campo o la preparación de "tortillas medicinales". Constituyen, entonces, un componente secundario de la dieta.
Oxalis tuberosa, conocida como oca, es la especie del género más conocida por su cultivo y comercialización, ya que sus tubérculos se utilizan como complemento a las papas por su sabor intenso y ligeramente ácido.    
Entre las especies utilizadas por las poblaciones mapuche de Argentina y Chile por sus propiedades medicinales se encuentran O. nahuelhuapensis, O.adenophylla, O. valdiviensis, y O. rosea. El uso como analgésico, antiinflamatorio y para el tratamiento de dolencias gastrointestinales y hepáticas se ha registrado comúnmente en climas fríos.

### Toxicidad
Las partes aéreas de las especies del género Oxalis contienen oxalatos, cuya ingestión en gran cantidad puede suponer un riesgo para la salud.